# Коул, Эдриэн
Эдриэн Коул (англ. Adrian Cole; 19 июня 1895, Мельбурн — 14 февраля 1966, Мельбурн) — австралийский военный лётчик, один из старших коммандеров в Королевских ВВС Австралии (РААФ), впоследствии — австралийский вице-маршал авиации.

## Биография
После вступления в армию в начале Первой мировой войны Коул был направлен в 1916 году в Австралийский воздушный корпус, где он служил в 1-й эскадрилье на Ближнем Востоке, а затем — во 2-й эскадрилье на Западном фронте в Европе. Был признан асом-истребителем, сбив как минимум десять вражеских самолётов, за что был награждён британским Военным крестом и крестом «За выдающиеся лётные заслуги». Позже он получил Орден Британской империи и орден «За выдающиеся заслуги». В 1921 году стал одним из основателей РААФ.
В 1935 году Коул был повышен в звании до командира звена, а через год был назначен командиром базы РААФ в Ричмонде около Сиднея. Во время Второй мировой войны Коул стал главой Северо-западного военного округа в Дарвине, а затем, занимая ряд постов в Северной Африке, Англии, Северной Ирландии и на Цейлоне. Во время рейда на Дьеп в 1942 году был ранен. После ухода на пенсию в 1946 году Коул вошёл в совет директоров ряда авиационных компаний.